# Gaius Vettius Sabinianus Julius Hospes
Gaius Vettius Sabinianus Julius Hospes (fl. 165-191) est un officier militaire et sénateur de l'Empire romain. Né au sein l'ordre équestre, probablement en Afrique du Nord, il suit le parcours traditionnel des classes supérieurs romaines, associant des fonctions militaires, administratifs et judiciaire, appelé cursus honorum. Il mène une longue et remarquable carrière militaire et politique sous les règnes des empereurs Antonin le Pieux, Marc Aurèle et Commode.
Nommé représentant spécial de l'empereur à plusieurs reprises, il est également gouverneur de successivement quatre provinces frontalières particulièrement turbulentes de l'Empire. Il se forge une réputation de commandant militaire capable, quoique brutal ; les empereurs qu'il sert ayant recours à ses services pour faire face aux problèmes aussi bien internes et qu'externes à l'Empire. Marc Aurèle le nomme consul en 175 ou 176 en récompense de sa loyauté et de son habileté pendant la révolte du général Avidius Cassius. Il reçoit également de nombreuses distinctions pour sa bravoure personnelle.

## Biographie

### Origines et début de carrière
Né au sein de l'ordre équestre, peut-être en Afrique du Nord,, Gaius Vettius Sabinianus est adopté par la famille aristocratique Vetti Sabini. Il commence sa carrière militaire comme præfectus cohortis chargé de la cohorte II Commagenorum, puis est promu au rang de tribun militaire, un officier supérieur, dans la Legio I Italica. Gaius Vettius Sabinianus retourne ensuite à Rome pour occuper les magistratures du cursus honorum, le parcours alternant entre positions militaires et administratives suivie par les hommes aspirant aux hautes fonctions politique au début de l'Empire romain,. Il occupe les postes de questeur, chargé des finances publiques, puis de tribun de la plèbe, un magistrat ayant, en théorie, de grands pouvoir sur la législature, et enfin de préteur, une position avancée administrative et judiciaire ne répondant qu'à l'empereur. Il est alors nommé légat, commandant d'une légion, sous les ordres du proconsul d'Asie. Il est ensuite envoyé comme légat impérial (legatus Augusti) dans les Cyclades, un commandement spécial visant à rétablir l'ordre civil dans ces îles dépendant de la province d'Asie,.

### Sous le règne de Marc Aurèle

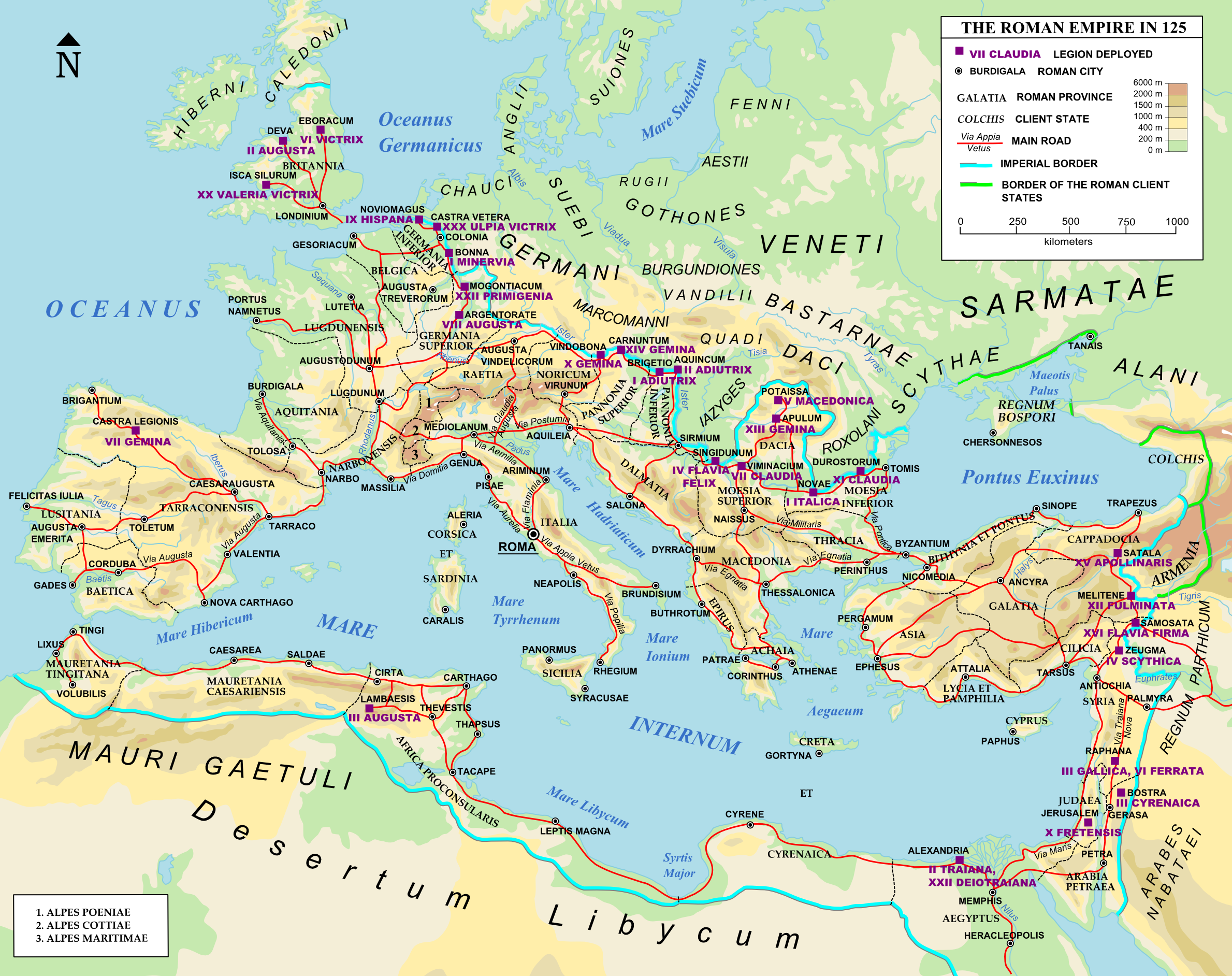
Empire romain à l'époque de Gaius Vettius Sabinianus.

Au début des règnes de Marc Aurèle et Lucius Verus, Gaius Vettius Sabinianus est juge supérieur des régions italiennes d'Émilie, d'Étrurie et de Ligurie. Vers 165, l'empereur Marc Aurèle lève une nouvelle légion Legio III Italica pour mener les guerres marcomanes, et nomme Sabinianus premier commandant, en tant que légat. Il est ensuite légat impérial chargé des finances de trois provinces gauloises (en latin : Legatus Aug. Rationibus putandis trium Galliarum), sous l'autorité directe de l'empereur. Cette mission indique peut-être un problème grandissant de dettes dans la province, dû aux guerres marcomanes. Il est par la suite légat d'une nouvelle légion, la Legio XIIII Gemina, jouissant d'un pouvoir civil et militaire sur la Pannonie supérieure après une défaite romaine dans la province vers 170 et la mort du gouverneur,. Après une brève période à Rome comme préfet de l'Ærarium (trésor d'Etat), il est a nouveau envoyé à la frontière, cette fois comme legatus Augusti propraetore, gouverneur impérial de la Pannonie supérieure, où il sert d'environ 170 à 175. Il prend, il participe à la première guerre marcomane ayant débuté en 168, prenant part à plusieurs batailles contre les tribus germaniques. Pour récompenser les services rendus, Marc Aurèle lui offre une importante part du butin de la campagne.

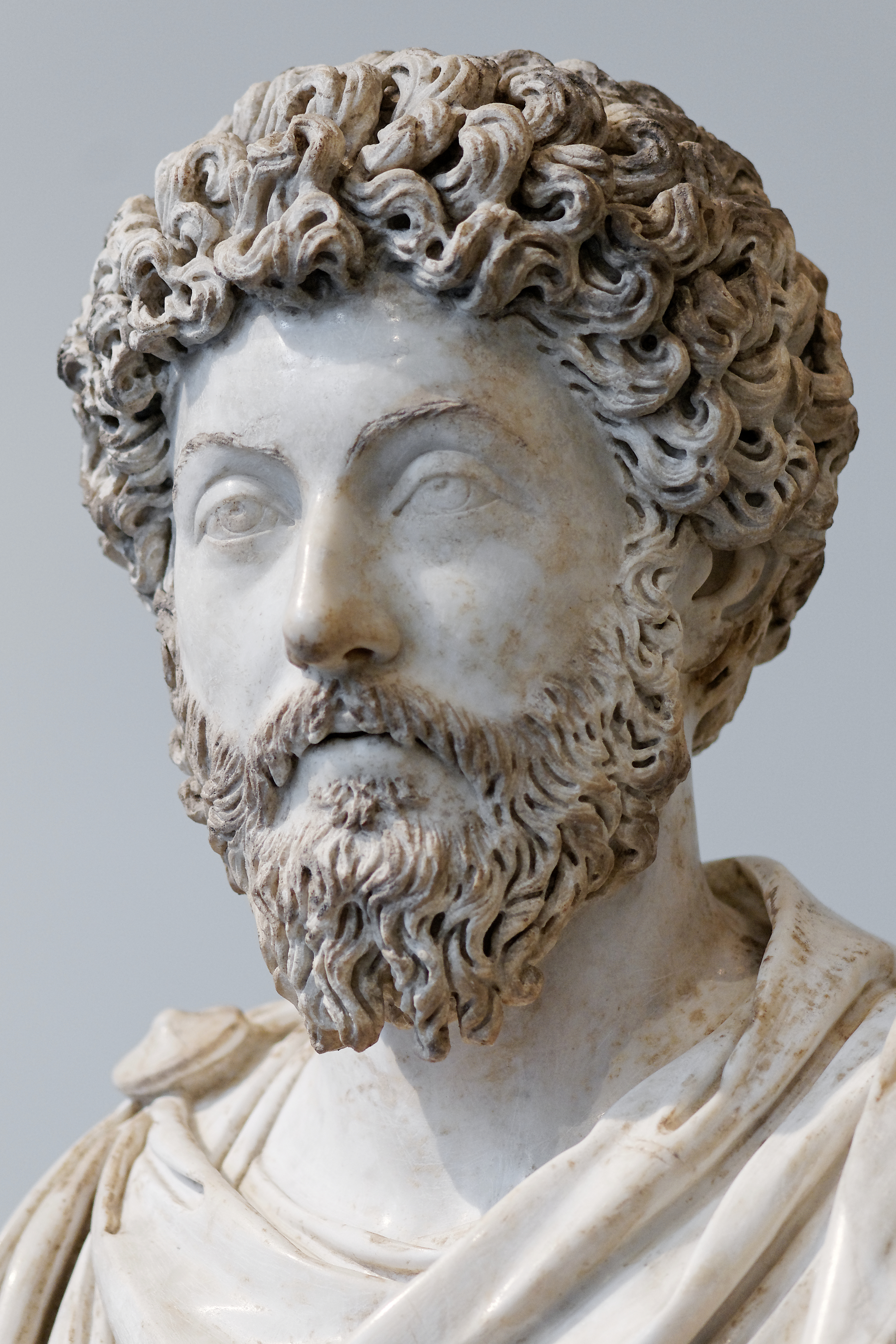
L'empereur Marc Aurèle, que Vettius Sabinianus a loyalement servi lors de la rébellion d'Avidius Cassius.

Lors de l'usurpation d'Avidius Cassius en 175, Sabinianus est envoyé par Marc Aurèle prendre le commandement des vexillations (détachement) d'Illyrie afin de défendre Rome contre une possible avancée de Cassius. En se positionnant à Rome même, Sabinianus doit également s'assurer que les opposants aux guerres continues contre les Germains présents dans la ville, menés par la famille de Lucius Verus, ne tirent pas avantage de la rébellion de Cassius pour affaiblir le pouvoir impérial. Pour le récompenser de sa loyauté durant la crise, Sabinianus est nommé consul suffect vers 176, l'un des honneurs les plus importants de l'État romain dont les candidats étaient choisis avec soin par l'empereur. Il est ensuite curateur, un administrateur nommé par l'empereur, de Puteoli puis curator aedium sacrarum, curateur des temples. En 177, il est à nouveau legatus Augusti propraetore, cette fois en Dalmatie, avec pour mission de mettre un terme au banditisme dans les régions autour des actuelles Albanie et Monténégro, tâche que le précédent gouverneur, Didius Julianus, avait été incapable de mener.
De 179 à 182, Vettius Sabinianus est gouverneur impérial de Dacie. Pendant son mandat, il assujettit 12 000 Daciens libres (en) à la frontière et les installe dans la province. Il est probablement le gouverneur mentionné par les sources qui mène une guerre victorieuse, bien que brutale, contre les Bures jusqu'en 182. Cette guerre est suivie par la création d'une zone tampon de cinq milles de large le long de la bordure de la province. Il est finalement à nouveau légat impérial en Pannonie supérieure, avant d'être gouverneur d'Afrique proconsulaire, vers 191. Cette dernière fonction connue de Sabinianus est considérée comme l'une des plus importantes de l'Empire, compte tenu de la dépendance de Rome pour le grain qui y est produit.

## Distinctions et famille
Vettius Sabinianus obtient à trois reprises la couronne civique, la deuxième plus haute décoration militaire d'un citoyen romain,. Cette couronne de feuilles de chêne tressées est réservée aux citoyens romains ayant sauvé la vie d'autres citoyens en tuant un ennemi. Il obtient également Hasta pura et le vexillum, deux fois chacun.
Son fils s'est marié à la fille de Servius Cornelius Scipio Lucius Salvidienus Orfitus, gouverneur proconsulaire d'Afrique vers 163-164. Son petit fils est Gaius Vettius Gratus Sabinianus, consul en 221.